# Iglesia de San Vicente Mártir (San Sebastián)
La iglesia de San Vicente Mártir (en euskera «San Bizente Martiria») es una iglesia gótica del siglo XVI situada en la Parte Vieja de la ciudad española de San Sebastián, en el País Vasco. Se trata de uno de los monumentos más antiguos de la ciudad y de los pocos que sobrevivieron al incendio y destrucción de 1813.

## Historia
Fue erigida sobre un templo anterior, dañado por un incendio en 1489. Comenzó a construirse  bajo la dirección de los maestros canteros Miguel de Santa Celay y Juan de Urrutia en 1507 terminando en 1574.
El exterior sufrió muchos arreglos y aditamentos a lo largo de la historia.
En el interior destaca el retablo central. Su ejecución se acordó en 1583, encargándose la obra a Ambrosio de Bengoechea, de cuyo taller salió en 1586. Está considerado como uno de los mejores retablos del romanismo (escuela de Miguel Ángel).
La ciudad de San Sebastián dedicó una calle a Bengoechea.
Hay dos obras destacadas del escultor donostiarra Felipe de Arizmendi, del siglo XVIII: el «medallón de ánimas» que se encuentra en el lateral de la iglesia y el «Ecce Horno» en el fondo del templo.
Otras tallas atribuidas al propio Bengoechea - o que al menos son también del siglo XVI - son los medallones que se encuentran a la derecha e izquierda de la puerta de entrada, representando a la Adoración de los Magos y San Bernardo, y el Cristo que se encuentran en la capilla interior.
El gran órgano francés, obra de Arístides Cavaille-Coll, construido el año 1868 y rehabilitado recientemente en Nantes (Francia) por la firma Renaud-Menoret.
Las vidrieras que adornan el templo, datan de comienzos del siglo XX; muchas de ellas construidas por Maumejean, artista de Biarritz.
Actualmente tiene un papel muy importante en la Quincena Musical de San Sebastián, ya que ahí toman lugar gran parte de las actuaciones del festival.
En definitiva, es un edificio emblemático  y el más antiguo conservado de la ciudad.

## Descripción arquitectónica
Es un templo gótico de planta rectangular, de tres naves con crucero alineado con las fachadas laterales y que sólo se observa interiormente por su altura.
La nave central es más alta, conforme al canon del estilo ojival. Las crucerías son muy sencillas, excluyéndolas del presbiterio, que se hicieron según la estética de su momento de construcción (1775). Éste, siguiendo la tradición del país, es poligonal y presenta gruesos contrafuertes.
Los cuatro rosetones que lucen en la iglesia son iguales dos a dos. Los mayores corresponden a los muros laterales. El trazado de los rosetones pequeños es semejante al de los grandes; el calado es igual en sus caras interior y exterior. La piedra que se empleó en ellos fue la arenisca.